# Racine postérieure du nerf spinal
2 - Neurones moteurs
3 - Moelle spinale
4 - Substance blanche
5 - Substance grise
6 - Racine antérieure ou motrice
7 - Racine postérieure ou sensitive
8 - Ganglion spinal
9 - Nerf spinal
10 - Rameau postérieur ou dorsal
11 - Rameau antérieur ou ventral
12 - Rameaux communicants
13 - Rameau communicant gris
14 - Rameau communicant blanc
15 - Tronc sympathique latérovertébral
16 - rameau interganglionnaire du tronc sympathique
17 - Ganglion du tronc sympathique
Les racines postérieures des nerfs spinaux (ou racines sensitives des nerfs spinaux) sont des racines qui, avec les racines antérieures, forment les nerfs spinaux.
Elles sont constituées de trois à dix fibres issues du sillon collatéral postérieur de la moelle spinale. Elles sont constituées des fibres sensorielles centripètes qui pénètrent dans la corne postérieure de celle-ci.
Dans leur partie distale à leur entrée ou dans les foramens intervertébraux des renflements fusiformes constituent les ganglions sensitifs des nerfs spinaux qui contiennent des corps cellulaires de neurones sensitifs en T.
Elles rejoignent ensuite les racines antérieures pour fusionner et donner les nerfs spinaux.